# Linka 13 (tramvaj v Île-de-France)
 

Geograficky přesná mapa dráhy

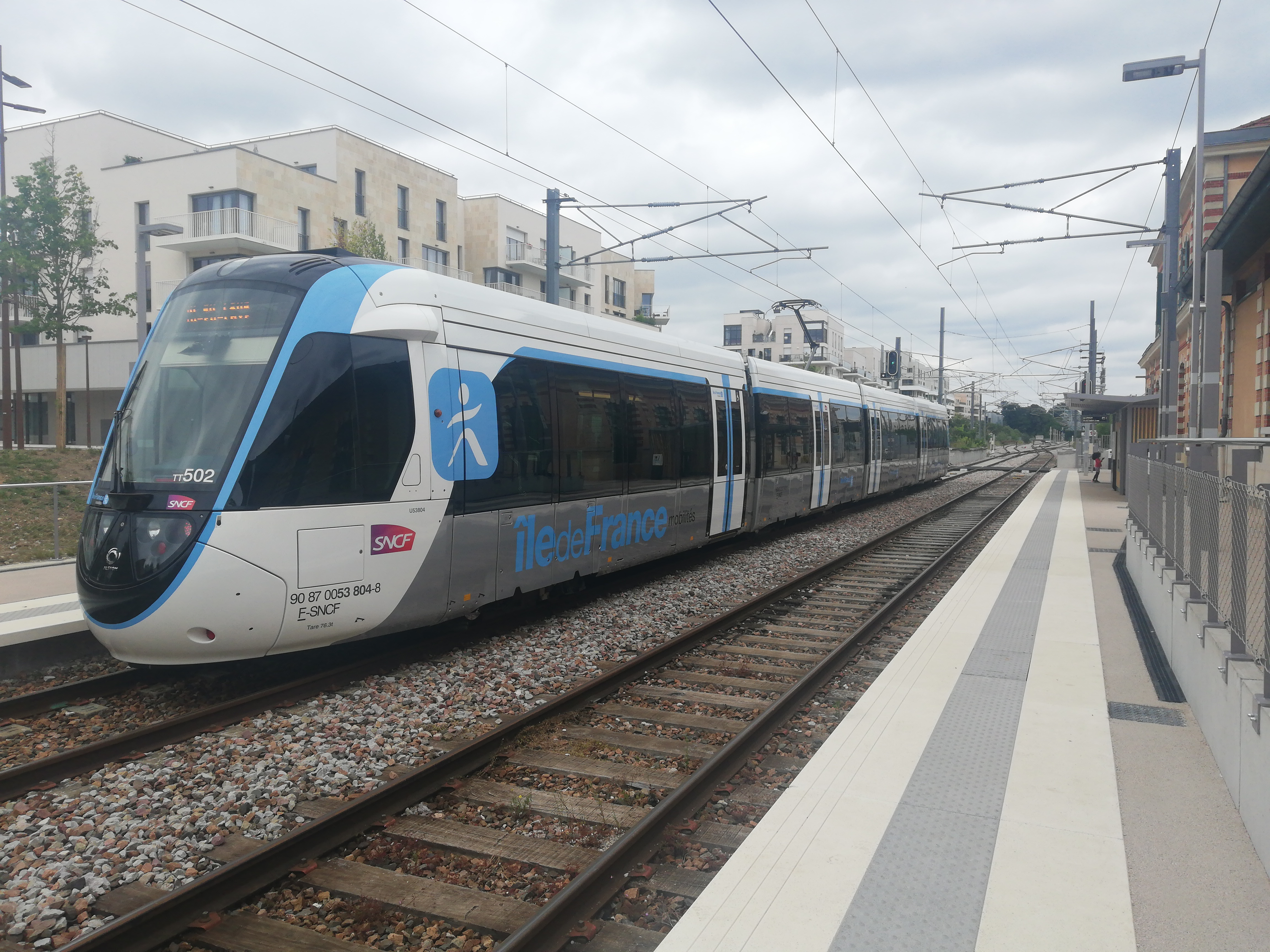
Stanice Lisière-Pereire

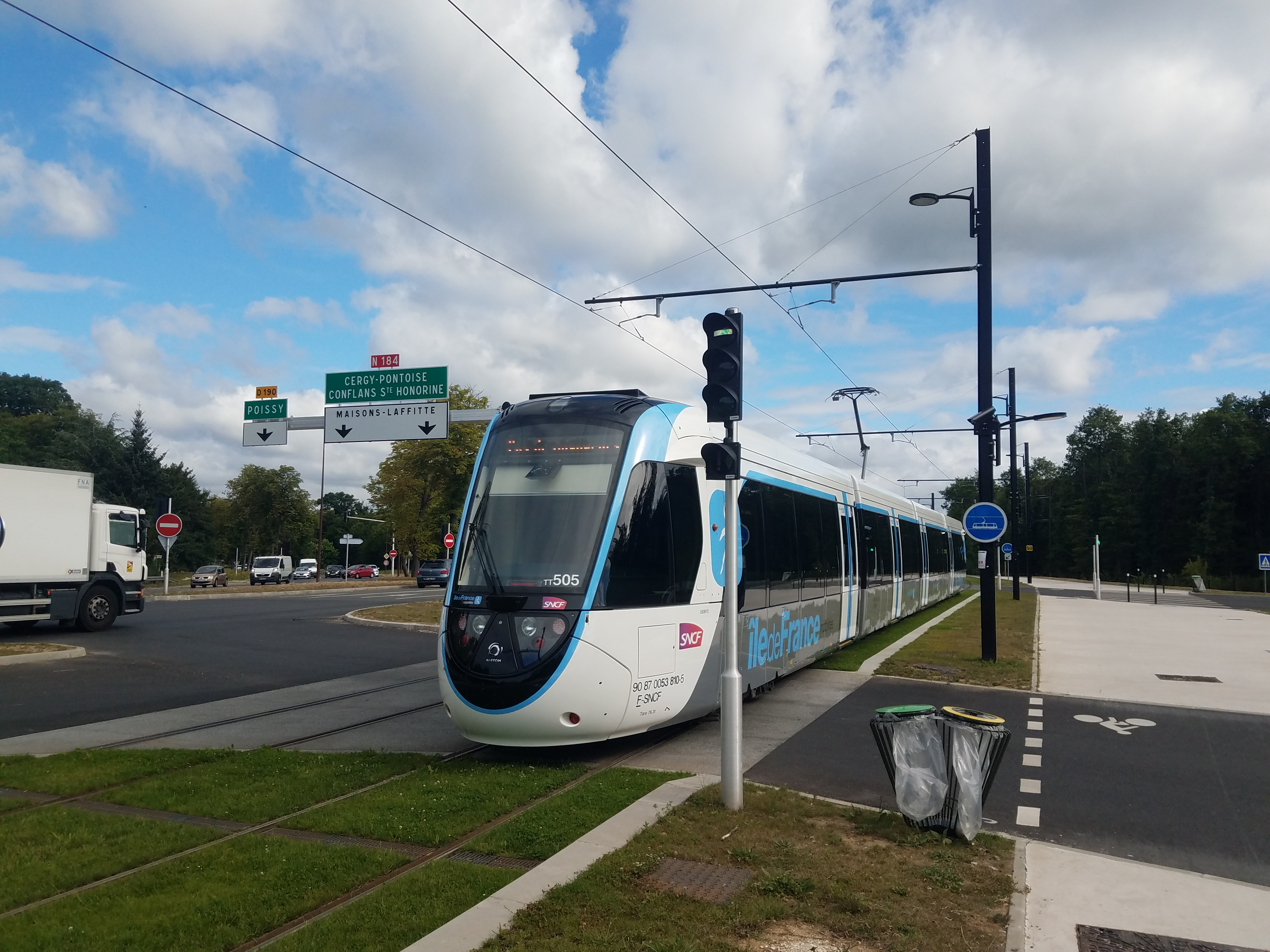
Alstom Citadis Dualis u Camp des Loges

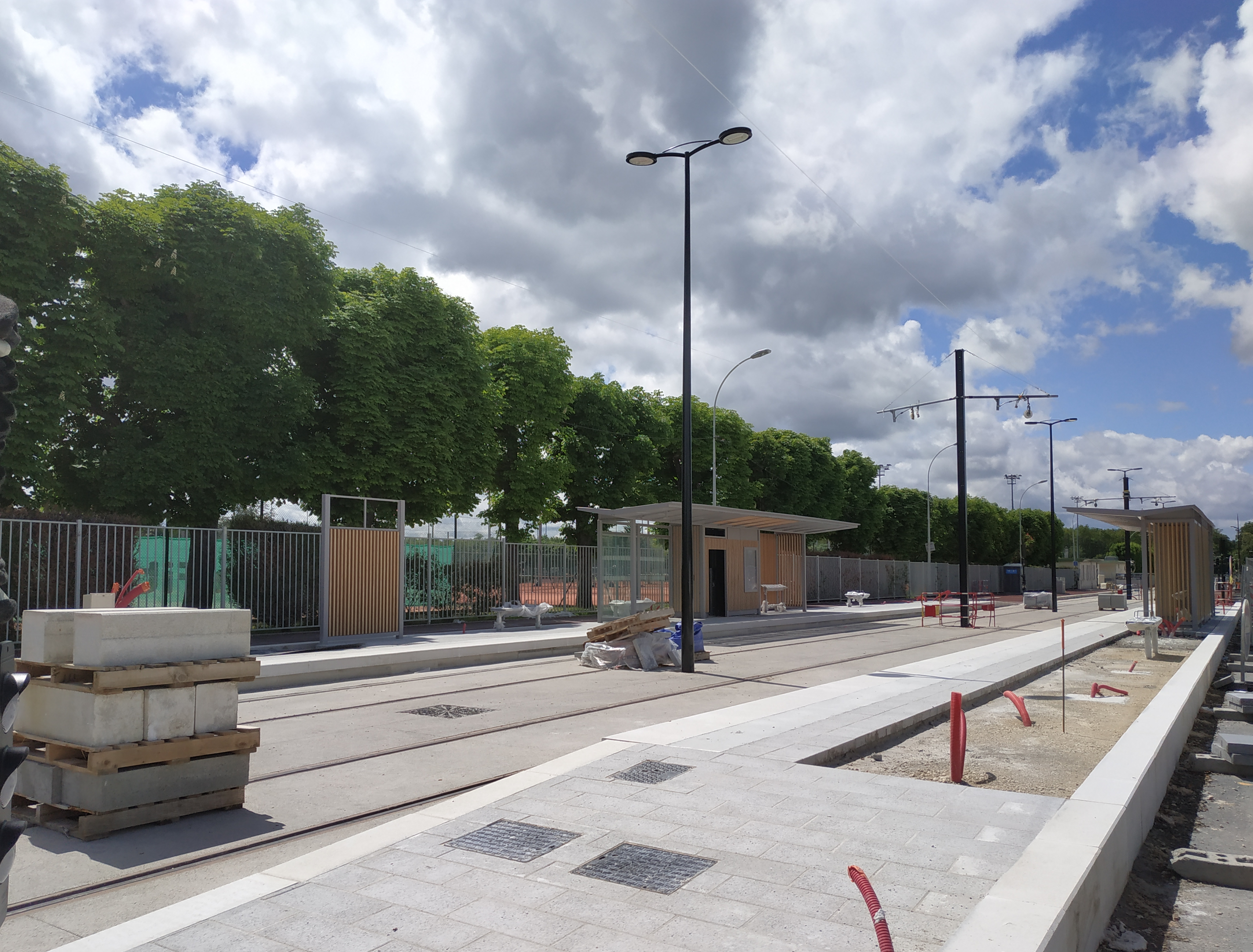
Stanice Camp des Loges

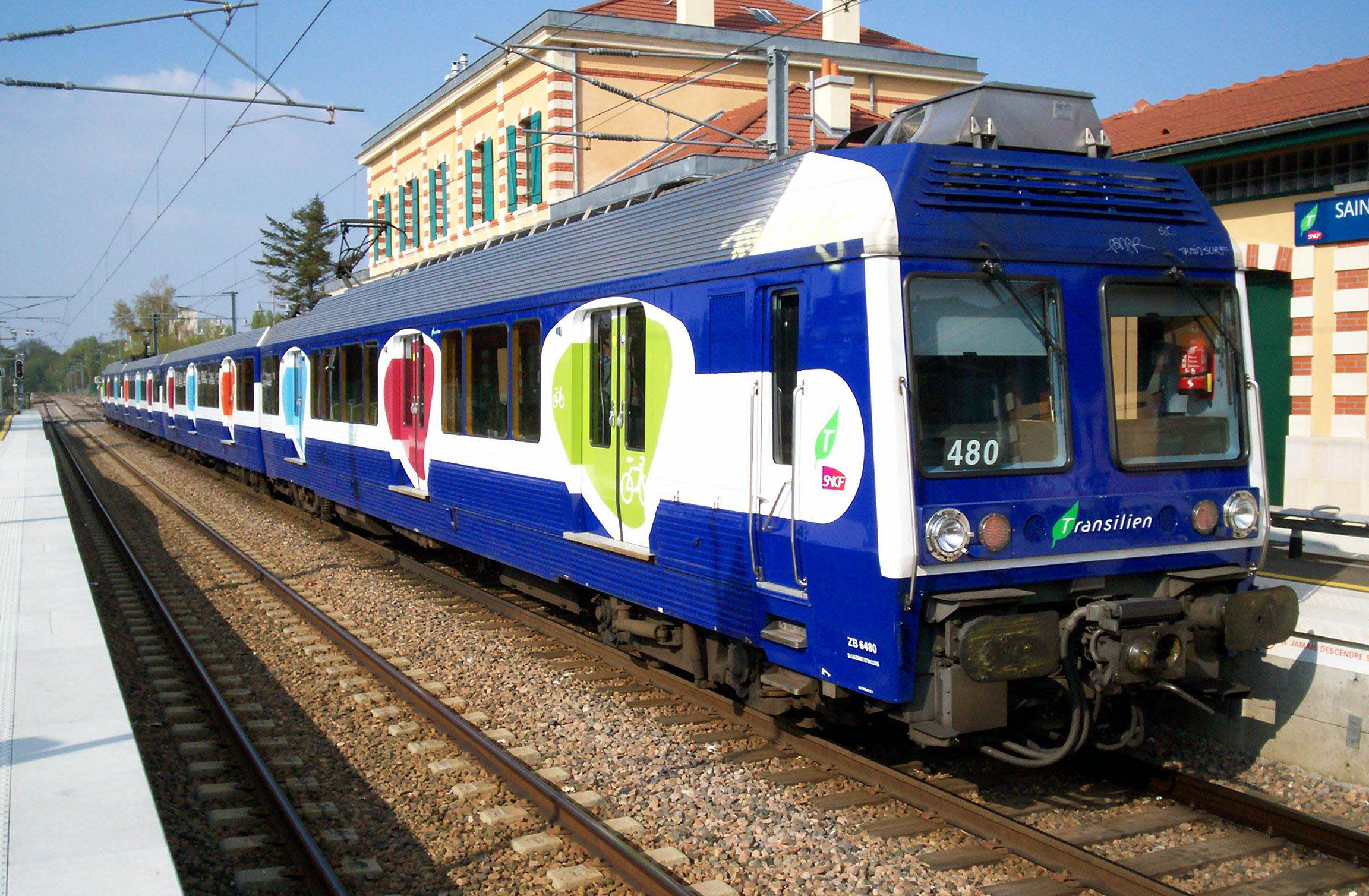
Předchůdce linky 13, linka Transilien L a jednotky řady 6400

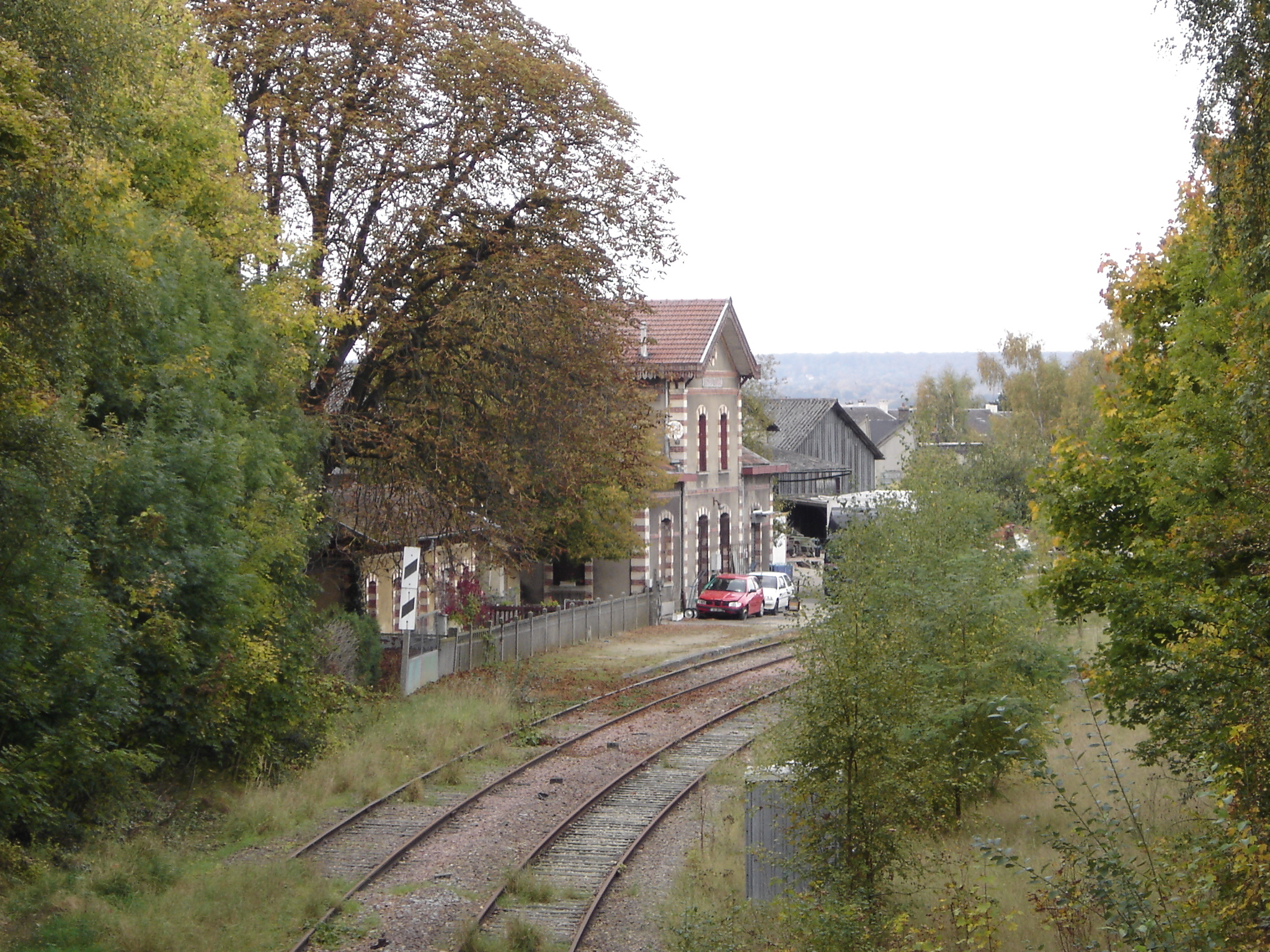
Stanice Saint-Cyr-Grande-Ceinture se nepoužívá od roku 2008

Linka 13 je jednou z linek tramvajové dopravy v regionu Île-de-France a zároveň jednou ze tří linek systému Tram Express. V systému MHD je značena hnědou barvou, její délka je 18,8 km, má 12 zastávek a provozuje ji společnost Transkeo. Provoz byl zahájen 6. července 2022 po šesti letech stavebních prací.

## Historie
12. prosince 2004 byl zahájen provoz na čtvrté větvi linky Transilien L mezi stanicemi Saint-Germain-en-Laye-Grande-Ceinture a Noisy-le-Roi na části okružní železniční trati Grande Ceinture. Ve stanici Saint-Nom-la-Bretèche-Forêt de Marly bylo možné přestoupit na jiný vlak linky L směr Saint-Cloud, La Défense a Paris-Saint-Lazare. Počty cestujících ovšem očekávání nenaplnily, linku využívaly pouze dva tisíce cestujících denně.
STIF (nyní Île-de-France Mobilités) proto navrhla část Grande Ceinture přestavět tak, aby na ní bylo možné provozovat kapacitně vhodnější vlakotramvaje a také vybudovat několik nových úseků. Takto vzniklá linka, dříve označovaná jako Tram Express Ouest, by spojovala stanice RER A Saint-Germain-en-Laye a RER C Saint-Cyr. Později byla do plánu zahrnuta také výstavba druhé větve ke stanici RER A Achères-Ville.
Projekt byl schválen v roce 2014 a o dva roky později byly zahájeny přípravné práce. Vlaky linky Transilien L přestaly po Grande Ceinture jezdit v červnu 2019, což umožnilo zahájit hlavní stavební práce. Do doby zahájení provozu linky 13 je zavedena náhradní autobusová doprava. Linka bude využívat 14,5 kilometru upravené trati Grande Ceinture a  4,3 km nových úseků v Saint-Cyr a Saint-Germain-en-Laye.

## Trať
Trať je 19 km dlouhá a spojuje města a obce Saint-Germain-en-Laye, Mareil-Marly, L'Étang-la-Ville, Saint-Nom-la-Bretèche, Noisy-le-Roi, Bailly, Versailles a Saint-Cyr-l'École v departementu Yvelines západně od Paříže. Průměrná vzdálenost mezi zastávkami je 2000 metrů a cesta z konečné na konečnou zabere 32 minut. Centrum údržby se bude nacházet ve Versailles u jižní konečné a napojeno bude 700 metrů dlouhou manipulační tratí.

Plán linky 13

## Další rozvoj
Trať druhé větve začíná ve stanici Lisière Pereire a vede severním směrem po Grande Ceinture na kraj města Poissy, kde začíná nově budovaný městský úsek směrem ke stanici RER A Poissy. Od tam následuje poslední úsek, který vede podél stávajících železničních tratí až do konečné stanice Achères Ville. Stavební práce byly zahájeny v roce 2021, uvedení do provozu se předpokládá v roce 2027.

Mapa kompletně dokončené linky 13

## Vozový park
Provoz na lince 13 zajišťuje 11 čtyřčlánkových tramvají Alstom Citadis Dualis. Vozidla jsou 42 metrů dlouhá, 2,65 metru široká a pojmou 250 cestujících (4 cestující na m²). Stejný typ vozidel slouží i na linkách 4 a 11.